# Moderato de Cádiz
Moderato de Cádiz, filósofo hispanolatino del siglo I d. C, perteneciente al Neopitagorismo.

## Biografía
Natural de Gades (la actual Cádiz), vivió en el siglo I de la era cristiana. Se sabe muy poco sobre él: se cree que enseñó en Roma cuando era emperador Nerón, fue contemporáneo de Séneca y gozó de bastante prestigio no sólo entonces, sino en siglos posteriores. Durante mucho tiempo se le confundió con su paisano Lucius Junius Moderatus, Columela.

## Obra
Dentro del movimiento filosófico de su época, caracterizado por el Eclecticismo, significó la restauración de la filosofía de Pitágoras mediante lo que se ha venido a llamar Neopitagorismo. Escribió unas Lecciones pitagóricas en griego, distribuidas en once libros, que se ha perdido, si bien Estobeo en su Florilegium ha conservado tres fragmentos que versan sobre la teoría de los números. Estos textos fueron recogidos y traducidos por Adolfo Bonilla y San Martín en su Archivo de Historia de la Filosofía, Madrid, 1905. Anteriormente los editó Mullach en Fragmenta philosophorum graecorum, París, 1881, tomo II, pág. 48. 
Sus ideas han llegado a nosotros también indirectamente, a través de escasos pero extensos pasajes de filósofos neoplatónicos e historiadores griegos (Plutarco de Queronea en sus Moralia, IV; Sirano, Suidas, Eusebio de Cesarea, el comentario de Simplicio a la Física de Aristóteles, Jámblico, que comenta sus enseñanzas sobre el alma y según las cuales ésta es una construcción numérica armónica permanente y universal en unidad y se cuenta entre las sustancias matemáticas, y dos pasajes extensos de Porfirio en sus Vidas de Plotino (cap. XX) y Pitágoras (cap. XLVIII), donde comenta su interpretación de los números y los principios primeros). Moderato fue llamado por San Jerónimo vir eloquentissimus. Según Étienne Vacherot, citado por Marcelino Menéndez Pelayo en sus Ensayos de crítica filosófica, Moderato
Intenta fundir en una sola doctrina el pitagorismo y el platonismo. Este filósofo admitía, además de la materia, tres principios de las cosas: la unidad primera, superior al ser y a toda esencia; la unidad segunda, que es el verdadero ser, lo inteligible, las ideas; la tercera unidad, que es el alma, y que como tal, participa de la unidad primera y de las ideas. En cuanto a la materia, Moderato intentaba enlazarla con el principio divino. «La razón universal (decía), queriendo dar nacimiento a todos los seres, había separado de su esencia la cantidad, retirándose de ella y privándola de todas las formas e ideas que le pertenecen. Esta cantidad, esta idea, separada, por privación, de la razón universal que contiene en sí misma las razones de todos los seres, es el modelo de la materia corpórea. Por consiguiente, la materia no es otra cosa que la cantidad ideal desprendida de la unidad divina y convirtiéndose, por su separación, en cantidad real, sin forma y sin unidad, dividida y dispersa hasta lo infinito».